# Andrea McArdle
Andrea McArdle (Filadélfia, Pensilvânia, 5 de novembro de 1963) é uma cantora e atriz americana mais conhecida por ter interpretado a personagem-título do musical Annie no elenco original da Broadway, em 1977.

## Biografia
Ela começou sua carreira aos sete anos, fazendo comerciais para a televisão. Seu sucesso só veio em 1977, quando interpretou a personagem Annie no musical homônimo na Broadway. Ela foi nomeada ao Tony de melhor atriz em um musical, e até hoje é a pessoa mais jovem a ser indicada ao prêmio. Após o sucesso de Annie, Andrea tem feito shows em cabarés e musicais, em sua maioria, regionais. Na sua vida pessoal, ela é casada com o músico Edd Kalehoff, dezessete anos mais velho que ela, com quem tem uma filha chamada Alexis Kalehoff, nascida em 1988, e que também é cantora.